# 26858 Misterrogers
26858 Misterrogers è un asteroide areosecante. Scoperto nel 1993, presenta un'orbita caratterizzata da un semiasse maggiore pari a 2,3412744 UA e da un'eccentricità di 0,3447245, inclinata di 21,90746° rispetto all'eclittica.